# You Suffer
You Suffer är en låt av det brittiska grindcore-bandet Napalm Death. Låten, som återfinns på albumet Scum, är endast 1,316 sekunder lång. "You Suffer" släpptes som singel 1989 med Electro Hippies låt "Mega-Armageddon Death Pt. 3" på B-sidan. Sistnämnda låt är också drygt en sekund lång.
En av låtskrivarna, Nicholas Bullen, har sagt att han inspirerades av det amerikanska thrash metal-bandet Wehrmachts låt "E".
Singeln "You Suffer" ingår som bonusskiva i samlingsalbumet Grindcrusher från 1989, på vilket skivbolaget Earache Records presenterar låtar från en lång rad av sina kontrakterade band.
År 2007 producerades en officiell musikvideo till låten "You Suffer".